# Gál László (katonatiszt)
Gál László, Gaál László (Nagykőrös, 1810. január 18. – Bulcs, 1850. február 25.) honvédezredes.

## Életpályája
Szülővárosában végezte gimnáziumi, majd Pesten jogi tanulmányait. 1827-ben lépett a császári hadsereg 32. (Este) gyalogezredébe. 1830 és 1833 között a nemesi testőrségben szolgált, majd ismét a császári hadsereg különböző gyalogezredeiben. 1848 tavaszán a 39. (Dom Miguel) gyalogezred főszázadosa volt. Június közepén az Aradon szerveződő nemzetőrségbe őrnaggyá nevezték ki. Október 20-ától egy nemzetőr különítmény parancsnokaként három hét alatt megtisztította Arad és Zaránd vármegyét és Temes vármegye északi részét a román felkelőktől. November közepétől alezredessé léptették elő és az aradi ostromsereg egyik dandárának parancsnoka lett. 1848 végén ő vezette a Bem tábornok megsegítésére küldött sereget Dévára. Februártól a szegedi hadosztály Szabadkán állomásozó dandárának parancsnokává nevezték ki. Március 5-én a kaponyai ütközetben legyőzte a Szabadka határáig előnyomuló szerb csapatokat. Márciustól a IV. (Bácskai) hadtest egyik hadosztályának parancsnokaként részt vett a Perczel Mór vezette ellentámadásban. Április 1-jén ezredessé léptették elő és április 29-én megkapta a Magyar Katonai Érdemrend III. osztályát. Harcolt a június 7-ei kátyi ütközetben, majd miután Perczel Mór vezérőrnagyot a vesztes csata után leváltották, június 15-én szolidaritásból ő is lemondott beosztásáról. Júliustól a Perczel parancsnoksága alatt szerveződő tartalék hadtest alakításában vett részt. Július 30-ától ennek a hadtestnek a parancsnoka lett és csatlakozott a közép-tiszai hadsereghez, majd a Délvidéken létrehozott fősereghez. Tartalékként részt vett a szőregi és a temesvári csatában. A temesvári csatában súlyos sebet kapott. Sérüléséből már nem épült fel, néhány hónap múlva meghalt.

## Külső hivatkozások
- Hermann Róbert: Az 1848–1849-es szabadságharc nagy csatái, Zrínyi Kiadó – 2004, ISBN 9633273676
- Bona Gábor: Az 1848-49-es honvédsereg vezetői (Rubicon 1999/4)
- Új magyar életrajzi lexikon II. (D–Gy). Főszerk. Markó László. Budapest: Magyar Könyvklub. 2001.   888. o. ISBN 963-547-414-8